# Danh sách câu lạc bộ bóng đá ở Saint Lucia
Đây là danh sách các câu lạc bộ bóng đá ở Saint Lucia.
- Anse Chastanet GYSO (Soufrière)
- Anse La Raye (Anse La Raye)
- Aux Lyons United (Mabouya Valley)
- Big Players FC (Marchand, Castries)
- Canaries (Canaries)
- Dames (Vieux Fort)
- Elite Challengers (Soufrière)
- GSYO (Soufrière)
- Laborie
- Micoud
- Northern United (Gros Islet)
- NYAH(Central Castries)
- Pakis (Micoud)
- Pioneers (Central Castries)
- Platinum FC (Vieux Fort)
- Roots Alley Ballers (Vieux Fort)
- Roseau Valley
- Rovers United (Mabouya Valley)
- Uptown Rebels (Vieux Fort)
- VSADC (Central Castries)
- Lancers football club central castries
- Victory Eagles S.C. (Vieux Fort)

Bản mẫu:Bóng đá Saint Lucia